# (2075) Martinez
(2075) Martinez (1974 VA) – planetoida z pasa głównego asteroid okrążająca Słońce w ciągu 3,73 lat w średniej odległości 2,4 au. Odkryta 9 listopada 1974 roku.